# Ришельё, Арман-Жан де Виньеро дю Плесси
Арман-Жан де Виньеро дю Плесси (фр. Armand-Jean de Vignerot du Plessis; 3 октября 1629, Гавр-де-Грас — 20 мая 1715, Париж), герцог де Ришельё и де Фронсак — французский аристократ, генерал галер.

## Биография
Сын Франсуа де Виньеро, маркиза де Понкурле, и Мари-Франсуазы де Гемадёк, внучатый племянник кардинала Ришельё. Брат Жана Батиста Амадор де Виньеро дю Плесси, губернатора Гавра.
Пэр Франции, принц де Мортань, маркиз дю Понкурле, граф де Конак, барон де Барбезьё, де Коз, де Сожон, и прочее.
Был крещен в часовне Пти-Люксембург 20 октября 1631. Предназначался для духовной карьеры, был аббатом Сент-Уан-де-Руана, но затем был выбран кардиналом Ришельё в качестве наследника при условии принятия имени и герба дома дю Плесси де Ришельё. 15 января 1657 принес в Парламенте присягу в качестве герцога и пэра Франции.
В 1642 году получил должность генерала галер, которую до этого занимал его отец, и в начале января 1643 принес присягу Людовику XIII в Сен-Жермен-ан-Ле. В 1646 году наследовал отцу как губернатор Гавр-де-Граса; позднее отказался от этой должности.
В 1647—1648 годах совершил две морские экспедиции к неаполитанскому побережью для оказания поддержки действовавшим в Южной Италии войскам герцога де Гиза. В 1661 году за 200 тысяч ливров продал пост генерала галер маркизу де Креки.
В 1674 году двоюродная сестра Ришельё Клер-Клеманс де Майе-Брезе, принцесса Конде, уступила ему герцогство Фронсак.
31 декабря 1688 был пожалован Людовиком XIV в рыцари орденов короля.
Герцог де Сен-Симон неоднократно сообщает, что Ришельё отличался горячим и вспыльчивым нравом, что, в частности, проявилось во время процесса о старшинстве, затеянного в 1694 году в парламенте маршалом Люксембургом против семнадцати пэров Франции. Ришельё возглавлял противников Люксембурга, добился отвода судей, связанных с маршалом, и выиграл дело. Люксембург распространил памфлет, в котором поносил и герцога, и правление его двоюродного дяди кардинала. Ришельё ответил аналогичным памфлетом, перечислив все уголовные и политические преступления самого маршала и его родственников из дома Монморанси.
Не удовлетворившись этим, герцог явился в Версаль в день, когда там несла дежурство гвардейская рота Монморанси, и нанес публичное оскорбление находившемуся при исполнении служебных обязанностей маршалу. Опешивший Люксембург, осознавший уязвимость своего положения, при помощи принца Конде искал способ уладить конфликт и в результате был вынужден в присутствии множества придворных принести герцогу де Ришельё свои извинения.
В следующем году был одним из инициаторов процесса против наследника маршала, герцога Шарля-Франсуа-Фредерика, в результате которого пэры заставили его отказаться от незаконно присвоенного титула первого барона Франции.
Наследник значительного состояния, из-за пристрастия к азартным играм и расходов на содержанок герцог постоянно был опутан долгами и продал часть владений.
Состоял в дружеских отношениях с мадам де Ментенон, благодаря содействию которой в 1680 году бесплатно получил должность почетного рыцаря дофины с правом продажи этого поста «кому угодно и за сколько угодно». Крупно проигравшись, в 1684 году продал должность маркизу Данжо за 300 тысяч ливров.

## Семья
1-я жена (26.12.1649): Анн Пуссар де Фор (1622—28.08.1684), первая придворная дама королевы, затем дофины, дочь Франсуа Пуссара, маркиза де Фора, графа де Вижана, и Анн де Нёбур, вдова Франсуа-Алексадра де Пона, графа де Маренна, внука Анри д’Альбре, графа де Маренна, невестка маршала д'Альбре. Брак бездетный
2-я жена (30.07.1684): Анн-Маргерит д'Асинье (ум. 19.08.1698), старшая дочь Жана-Леонара д'Асинье, графа де Гранбуа, и Мари-Анн д'Асинье, графини д'Асинье и де Ла-Рош-Жагю. По словам Сен-Симона, «скончалась после долгой, мучительной и очень странной болезни: после ее смерти обнаружилось, что у нее были разъедены все кости черепа до шейных позвонков, тогда как все прочее оставалось совершенно здоровым»
Дети:
- Мари-Катрин-Арманда (22.06.1685—1760), называемая мадемуазель де Ришельё. Муж (контракт 23.04.1714): маркиз Франсуа-Бернарден дю Шатле (1689—1754), кампмаршал, губернатор Венсенского замка
- Элизабет-Маргерит-Арманда (12.08.1686—9.06.1744), называемая мадемуазель де Фронсак, монахиня в аббатстве Сен-Реми-де-Ланд, затем бессменная приоресса бенедектинок Введения (la Présentation-Notre-Dame) на Почтовой улице в Париже
- Мари-Габриель-Элизабет (27.06.1689—17.01.1770), монахиня в Пор-Ройяле, затем коадъютриса аббатства Сен-Перин-де-ла-Виллет, аббатиса Ле-Трезор-Нотр-Дам (1724), затем О-Буа
- Луи-Франсуа-Арман (13.03.1696—8.08.1788), герцог де Ришельё. Жена 1) (12.02.1711): Анн-Катрин де Ноай (28.09.1694—7.11.1716), дочь маркиза Жана-Франсуа де Ноая и Маргерит-Терезы Руйе; 2) (4.04.1724): Элизабет-Софи де Лоррен (1710—2.08.1740), дочь Жозефа де Лоррена, графа д’Аркура, и Мари-Луизы-Кретьенны Жаннен де Кастий; 3) (13.02.1780) Жанна де Лаво (16.12.1734—7.12.1815), дочь Габриеля-Франсуа де Лаво и Катрин де Лаво де Врекур

3-я жена (20.03.1702): Маргерит-Тереза Руйе (1660—27.10.1729), дочь Жана Руйе, маркиза де Меле, государственного советника, и Мари-Анн де Коман д'Астрик, вдова маркиза Жана-Франсуа де Ноая. По словам Сен-Симона, «она была очень богата и мечтала получить право табурета. Герцог де Ришельё тоже был очень богат, но из-за своей беспорядочной жизни постоянно нуждался в деньгах, а потому, чтобы поправить дела, отдал свое состояние жене. У него также был только один сын. Вступив в брак, они решили поженить своих детей, составили и подписали брачный контракт, хотя дети их еще не достигли возраста, позволяющего вступать в брак. Старые супруги были умны, но сильно разнились характером, что подчас бывало поводом для сцен, становившихся предметом светских пересудов»